# 鬼高
鬼高（おにたか）は千葉県市川市にある地名。現行行政地名は鬼高一丁目から鬼高四丁目。郵便番号は272-0015。

## 地理
市川市北部に位置する。地域内には市川警察署、市川簡易裁判所、市川区検察庁、メディアパーク市川（市川市立中央図書館・映像文化センター・中央こども館・文学プラザ）、千葉県立現代産業科学館、ニッケコルトンプラザがある。また、地域の北端にJR総武線、地域の南端に京葉道路が通る。
一丁目にコルトンプラザ、二丁目に市立鬼高小学校、二丁目に隣接してJR総武線下総中山駅、三丁目に市立第六中学校がある。
東は船橋市本中山、西は南八幡・東大和田、南は田尻、北は鬼越・高石神・八幡と接している。

### 地価
住宅地の地価は、2014年（平成26年）1月1日の公示地価によれば、鬼高2-22-14の地点で24万円/m2となっている。

## 歴史

### 沿革
- 1919年（大正8年） - 耕地整理により鬼越、高石神の各一部より鬼高を新設、東葛飾郡中山村大字鬼高となる。
- 1924年（大正13年）8月10日 - 中山村が町制施行。東葛飾郡中山町大字鬼高となる。
- 1934年（昭和9年）11月3日 - 市川町、八幡町、国分村と合併、市制施行。市川市大字鬼高となる。
- 1951年（昭和26年）12月1日 - 市内の大字を町に変更。それに伴い、市川市鬼高町となる。
- 1969年（昭和44年）9月1日 - 鬼高町の一部で住居表示施行。鬼高一丁目 - 三丁目を新設。
- 1972年（昭和47年） - 鬼高町の残部で住居表示を施行し、鬼高四丁目が新設。鬼高一丁目 - 四丁目となる。

### 地名の由来
鬼越の｢鬼｣と高石神の｢高｣を合わせて作られた。

## 世帯数と人口
2017年（平成29年）9月30日現在の世帯数と人口は以下の通りである。
| 丁目       | 世帯数    | 人口     |
| ---------- | --------- | -------- |
| 鬼高一丁目 | 593世帯   | 1,274人  |
| 鬼高二丁目 | 2,685世帯 | 5,194人  |
| 鬼高三丁目 | 2,093世帯 | 4,844人  |
| 鬼高四丁目 | 413世帯   | 1,146人  |
| 計         | 5,784世帯 | 12,458人 |

## 小・中学校の学区
市立小・中学校に通う場合、学区は以下の通りとなる。
| 丁目       | 番地 | 小学校             | 中学校             |
| ---------- | ---- | ------------------ | ------------------ |
| 鬼高一丁目 | 全域 | 市川市立鬼高小学校 | 市川市立第六中学校 |
| 鬼高二丁目 | 全域 | 市川市立鬼高小学校 | 市川市立第六中学校 |
| 鬼高三丁目 | 全域 | 市川市立鬼高小学校 | 市川市立第六中学校 |
| 鬼高四丁目 | 全域 | 市川市立鬼高小学校 | 市川市立第六中学校 |

## 施設
- 市川警察署
- 市川簡易裁判所
- 市川区検察庁
- 市川市立鬼高保育園
- 杉の木保育園
- 鬼高幼稚園
- 市川市立鬼高小学校
- 市川市立第六中学校
- 千葉県立現代産業科学館
- メディアパーク市川（市川市生涯学習センター）
  - 市川市立中央図書館
  - 映像文化センター
  - 中央こども館
  - 文学プラザ
- 鬼高公民館 
  - 市川市立図書館鬼高公民館図書室
- ニッケコルトンプラザ
- 市川地方卸売市場
  - 長印船橋青果株式会社市川支社
  - 株式会社市川フラワーオークションジャパン
- 鬼高遺跡公園
  - 鬼高遺跡